# Ямада, Рио
Рио Ямада (яп. 山田梨央; род. 10 июля 1997 года, в Сува, префектура Нагано) — японская конькобежка. Серебряная призёр чемпионата четырех континентов 2020 года на дистанции 1000 метров. Выступает за команду "Naotomi Shouji Co.,Ltd".

## Биография
Рио Ямада начала заниматься спортом в возрасте 5-ти лет в городе Чино в префектуре Нагано, при поддержке её родителей. В возрасте 12 лет она участвовала на своих первых детских соревнованиях в префектуре Нагано, а в 2014 году выиграла японский чемпионат среди юниоров в спринтерском многоборье. В сезоне 2013/14 годов дебютировала на кубке мира среди юниоров, а в 2016 году на юниорском чемпионате мира в Чанчуне выиграла серебряную медаль в командном спринте и бронзовую в командной гонке преследования. 
В 2017 году Ямада выиграла в беге на 1000 метров на Японских студенческих играх, затем заняла 5-е место в беге на 500 метров и 6-е на 1000 метров на зимней Универсиаде в Алма-Ате. Через год на чемпионате мира среди студентов в Минске она завоевала две золотые медали на дистанциях 1000 и 1500 метров, а также серебряную на 500 метров. В 2019 году Ямада заняла 5-е места в беге на 500 и 1000 метров на национальном чемпионате Японии. 
Её лучшим результатом на международной арене стало 2-е место на чемпионате четырех континентов в США, где она выиграла серебро на дистанции 1000 метров. После пандемии в марте 2022 года Рио Ямада заняла 7-е место в общем зачёте на чемпионате мира в спринтерском многоборье в Хамаре, заняв лучшее своё 6-е место в беге на 1000 метров.

## Личная жизнь
Рио Ямада окончила Университет Синсю в Мацумото. Она любит читать и увлекается пилатесом. Её любимое блюдо - гречневая каша.

## Награды
- 2013 год - получила награду "Лучший новичок" на церемонии вручения гран-при ABN Sports.